# 10251 Mulisch
10251 Mulisch este un asteroid din centura principală, descoperit pe 26 martie 1971, de Cornelis van Houten, Ingrid van Houten și Tom Gehrels.